# أندريه مانيان
أندريه مانيان هو لاعب كرة قدم سويسري في مركز الهجوم، ولد في 11 يوليو 1967. لعب مع FC Bulle ‏.